# Purple Heart

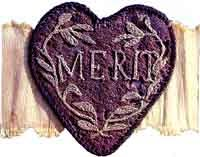
Badge of Military Merit, Vorgänger des Purple Heart

Das Purple Heart (deutsch Purpurherz im Sinne von violettes Herz) ist das Verwundetenabzeichen der Streitkräfte der Vereinigten Staaten. Es wird an Soldaten verliehen, die im Kampf durch gegnerische Kräfte verwundet wurden, ebenso posthum an gefallene Soldaten. Bis 1997 konnten auch Zivilisten, welche für die US-Streitkräfte arbeiteten, die Auszeichnung bekommen. Seit 2001 bekommen diese die Secretary of Defense Medal for the Defense of Freedom.

## Aussehen und Trageweise
Für die heutige Gestaltung des Purple Heart ist die US-amerikanische Heraldikerin Elizabeth Will verantwortlich. Das erste Exemplar wurde in der größten amerikanischen Prägestätte, der Philadelphia Mint, geprägt und von John R. Sinnock gestaltet.
Das Purple Heart besteht aus einem am Rand vergoldeten violetten Metallherz, das die Büste George Washingtons zeigt und an einem violetten Ordensband befestigt ist. Beide Elemente werden verbunden durch den Wappenschild des Familienwappens von George Washington (verliehen 1412 vom englischen König an Sir William of Wessyngton). Die Rückseite der Auszeichnung weist in ihrer oberen Hälfte den Spruch FOR MILITARY MERIT (Für militärische Verdienste) auf, darunter werden meist auf Kosten des Beliehenen sein Dienstrang sowie Name und Tag der Verwundung eingraviert.
Getragen wird das Purple Heart an der linken Brustseite. Bei festlichen Anlässen, zum Beispiel dem Veterans Day oder bei Staatsempfängen, wird es in Originalgröße getragen, ansonsten nur als Bandschnalle. Wird der Beliehene nach Erhalt des Purple Heart erneut verwundet, wird an Stelle des Ehrenzeichens ein bronzenes Eichenlaub für die Bandspange verliehen, welche mittig aufgebracht wird. Nach fünf verliehenen bronzenen Eichenlaubblättern wird ein silbernes Eichenlaubblatt und nach fünf silbernen ein goldenes Eichenlaubblatt verliehen, wobei Gold bisher (Stand 2021) noch nie verliehen worden ist.

## Geschichte
Ursprünglich von George Washington 1782 als Badge of Military Merit zur Ehrung von Soldaten in Zeiten finanzieller Not gestiftet, geriet das Purple Heart fast 150 Jahre lang in Vergessenheit. Erst 1932 wurde es anlässlich des zweihundertsten Geburtstages Washingtons vom US-Kriegsministerium wiederbelebt und rückwirkend auch für Verwundungen verliehen, die sich seit dem 5. April 1917 ereignet haben.
Nachdem die Auszeichnung 1932 wieder eingeführt wurde, war die Auszeichnung nur für Soldaten der US Army vorgesehen. Sie sollte an Soldaten verliehen werden, die während ihres Dienstes eine besonders verdienstvolle Tat oder Dienst geleistet hatten. Bei einer Verwundung, die eine Behandlung durch einen Sanitätsoffizier erforderlich machte, und die Folge eines Gefechts war, ging man von einer verdienstvollen Tat aus. Von 1932 bis zum Ausbruch des Zweiten Weltkriegs verlieh die US-Armee rund 78.000 Purple Hearts an überlebende Soldaten, die entweder im Kampf verwundet wurden oder eine Urkunde von General John J. Pershing, dem  Kommandanten der American Expeditionary Forces, für verdienstvolle Leistungen im Ersten Weltkrieg erhalten hatten. Dabei war ein postume Auszeichnung ausgeschlossen. Es beantragten einige Verwundete der US Army aus Konflikten vor dem Ersten Weltkrieg das Purple Heart und erhielten es auch. Darunter waren Veteranen des Sezessionskriegs, der Indianerkriege, des Spanisch-Amerikanischer Krieges, des Boxeraufstands, des Philippinisch-Amerikanischer Krieges und Ersten Weltkrieges. Die ursprünglichen Vorschriften für die Verleihung des Purple Heart, die 1932 von der Armee veröffentlicht wurden, sahen nämlich vor, dass jeder Soldat, der in einem Konflikt verwundet wurde, an dem Angehörige der US-Armee beteiligt waren, die neue Medaille beantragen konnte. Es gab nur zwei Voraussetzungen: Der Antragsteller musste zum Zeitpunkt der Antragstellung am Leben sein und er musste nachweisen, dass er eine Verwundung erlitten hatte, die eine Behandlung durch einen Sanitätsoffizier erforderlich machte. Am 3. Dezember 1942 unterzeichnete Präsident Roosevelt eine Executive Order, dass auch Angehörige von Marine und Küstenwache rückwirkend ab 7. Dezember 1941 (Angriff auf Pearl Harbor) das Purple Heart erhalten konnten. Angehörige der US Army, die zwischen dem 7. Dezember 1941 und dem 22. September 1943 mit dem Purple Heart für verdienstvolle Leistungen oder Dienste und nicht wegen einer Verwundung ausgezeichnet wurden, konnten die Verleihung eines entsprechenden Ordens, wie die Soldier’s Medal, anstelle des Purple Heart beantragen.
Während des Zweiten Weltkriegs wurden über 1,5 Millionen Purple Hearts hergestellt, insbesondere wegen der sehr hohen Verluste, die bei einer Invasion Japans zur Beendigung des Krieges in Asien erwartet wurden. Nach den Atombombenabwürfen auf Hiroshima und Nagasaki und der folgenden Kapitulation Japans war diese Invasion aber nicht mehr nötig, so dass bei Kriegsende fast eine halbe Million Stück übrig waren. Diese wurden noch Jahrzehnte später für Verleihungen an die Gefallenen und Verwundeten verwendet. Das Defense Supply Center in Philadelphia, das für die Überwachung der Produktion und Verteilung zuständig ist, hat seit dem Jahr 2000 die Herstellung Tausender weiterer Purple Hearts in Auftrag gegeben. Diese neuen Medaillen, die in ihren Spezifikationen mit denen aus den 1940er Jahren identisch sind, werden heute mit den Altbeständen vermischt ausgegeben.
Drei Soldaten bekamen je zehnmal das Purple Heart. Der Soldat Charles D. Barger für den Einsatz im Ersten Weltkrieg, der Soldat William G. White neunmal im Zweiten Weltkrieg und einmal im Koreakrieg und der Soldat Curry T. Haynes im Vietnamkrieg.
2009 die Zeitschrift National Geographic Verleihungszahlen für die großen Kriege ab 1914 veröffentlicht:
- Erster Weltkrieg: 320,518
- Zweiter Weltkrieg: 1,076,245
- Koreakrieg: 118,650
- Vietnamkrieg: 351,794
- Zweiter Golfkrieg: 607[3]
- Krieg in Afghanistan 2001–2021: 12,534 (bis 18. November 2018)[3]
- Irakkrieg: 35,411 (bis 18, November 2018)[3]

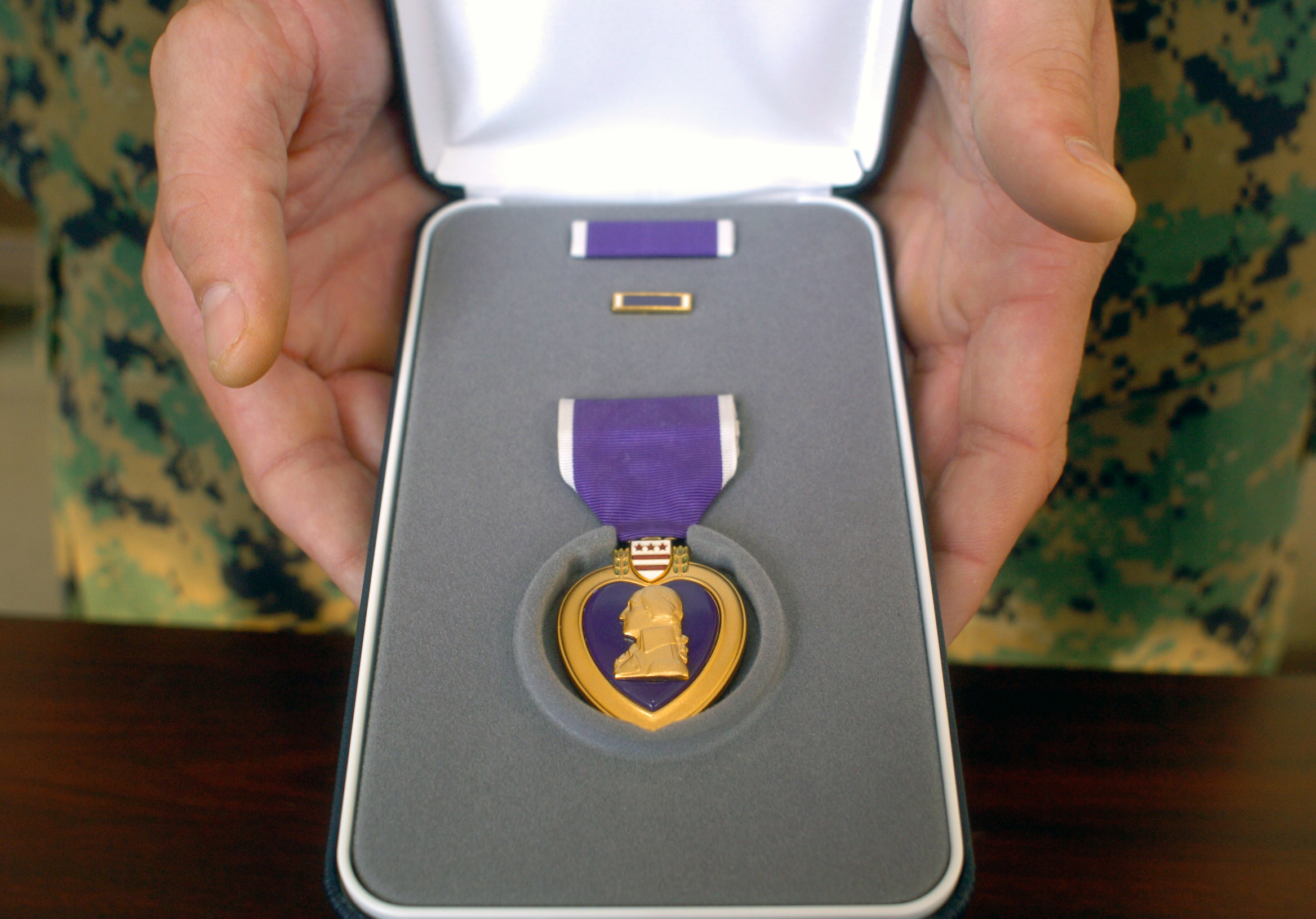
Purple Heart in seiner Verleihungsbox mit entsprechendem Zivilpin (klein) und Ribbon
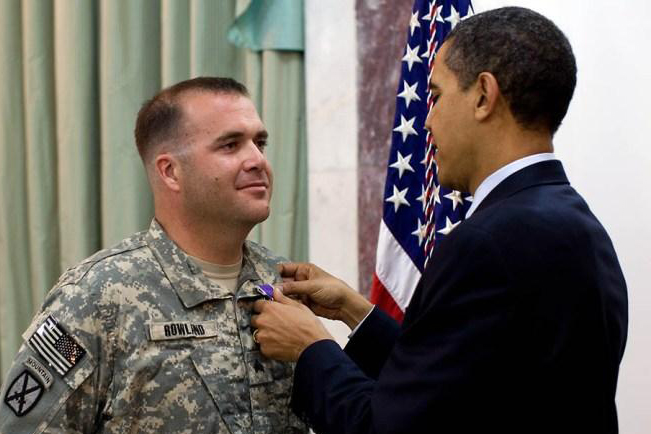
Verleihung durch den Präsidenten der Vereinigten Staaten, Barack Obama, im April 2009
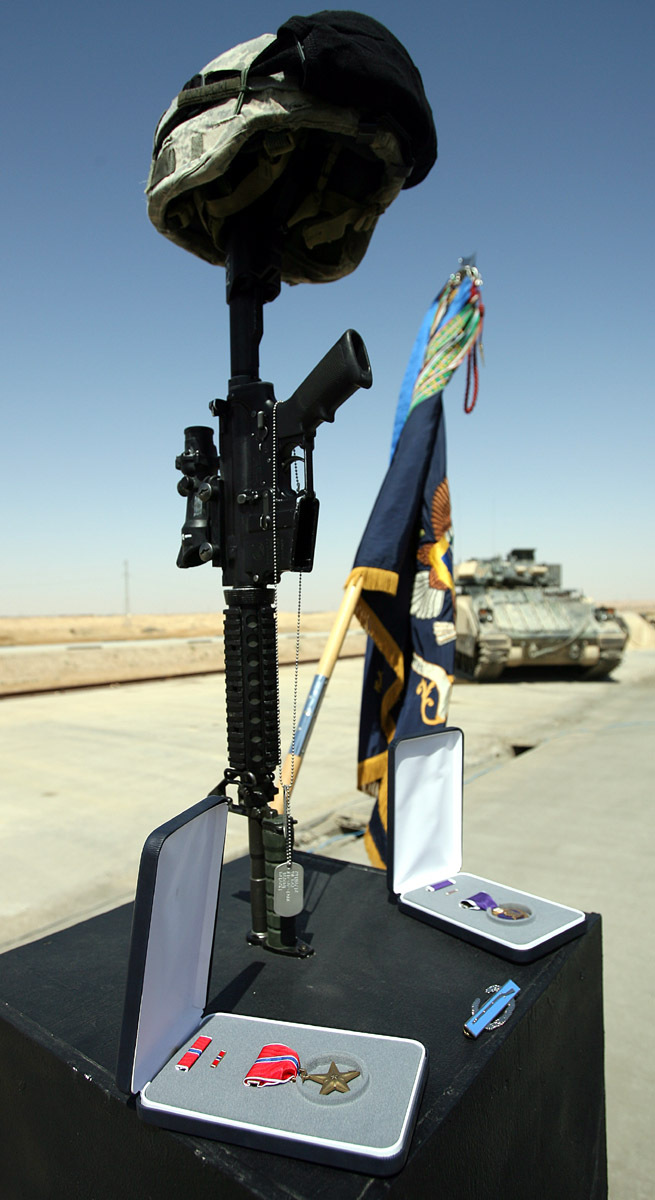
Purple Heart bei Gedenkveranstaltung im Irak

## Vorgänger von 1917 bis 1932

Army Wound Ribbon

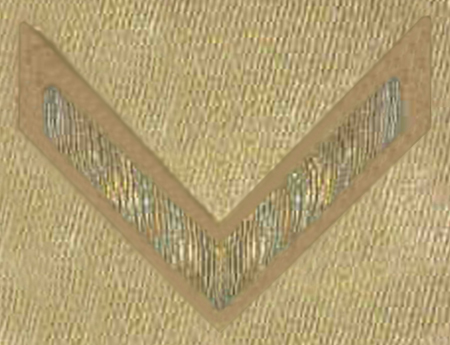
Wound Chevron

Vorgänger des Purple Heart war zuerst das Wound Ribbon, eine Bandschnalle für die Uniform. Das ursprüngliche Army Wound Ribbon wurde am 6. September 1917 geschaffen, um Angehörige der Army, Navy und des Marine Corps auszuzeichnen, die während des Ersten Weltkriegs im Kampf verwundet worden waren. Das Wound Ribbon wurde am 6. September 1917 von Kriegsminister Newton D. Baker eingeführt und durch Absatz XI-1 der War Department General Orders Number 134 vom 12. Oktober 1917 umgesetzt. Es wurde jedoch durch Paragraph 1 (d) der War Department General Orders Number 6 vom 12. Januar 1918 aufgehoben und durch das Wound Chevron ersetzt. Das Wound Chevron wurde am rechten unteren Ärmel der Uniform getragen.
Im Jahr 1932, mit der Einführung des Purple Heart, wurden die Wound Chevrons nicht mehr verliehen. Eine Direktive des Kriegsministeriums und des Marineministeriums der Vereinigten Staaten erlaubte es den Soldaten, die Wound Chevrons gegen das Purple Heart einzutauschen. Dies war jedoch nicht vorgeschrieben, und einige Armeeangehörige entschieden sich dafür, die Wound Chevrons zu behalten und anstelle des Purple Heart an ihrer Uniform zu tragen. Diejenigen, die später erneut verwundet wurden, trugen sowohl das Wound Chevron als auch das Purple-Heart gleichzeitig. Dies war nach den Vorschriften nicht zulässig. Fotografische Belege zeigen jedoch, dass dies häufig missachtet wurde. Das Tragen der Wound Chevrons an der Uniform wurde 1953 verboten, da die Overseas Service Bars nun auf dem rechten unteren Ärmel der Uniform getragen wurden, wo vorher die Wound Chevrons bis 1953 getragen wurden.

## National Purple Heart Hall of Honor
Am 10. November 2006 in New Windsor (New York) die National Purple Heart Hall of Honor eingeweiht.